# Hermione (2012)
Hermione är en fransk fullriggare från 2012. Den är en replik av fregatten med samma namn från 1779.
Projektet startades av medlemmar i Centre International de la Mer år 1992 och byggandet påbörjades 1997 i en torrdocka intill Corderie Royale i Rochefort. Traditionella konstruktionsmetoder har använts i stor utsträckning, men vissa detaljer har modifierats av säkerhetsskäl. Så har till exempel plankorna bultats och mastens sektioner satts ihop med lim framför metallringar. Kanonerna är gjorda av lättmetall och fungerar inte. Repen är av hampa och seglen av linne. Hon är försedd med två hjälpmotorer med 400 hästkrafter och generatorer för belysning och drift av navigationsutrustning.

## Långresor

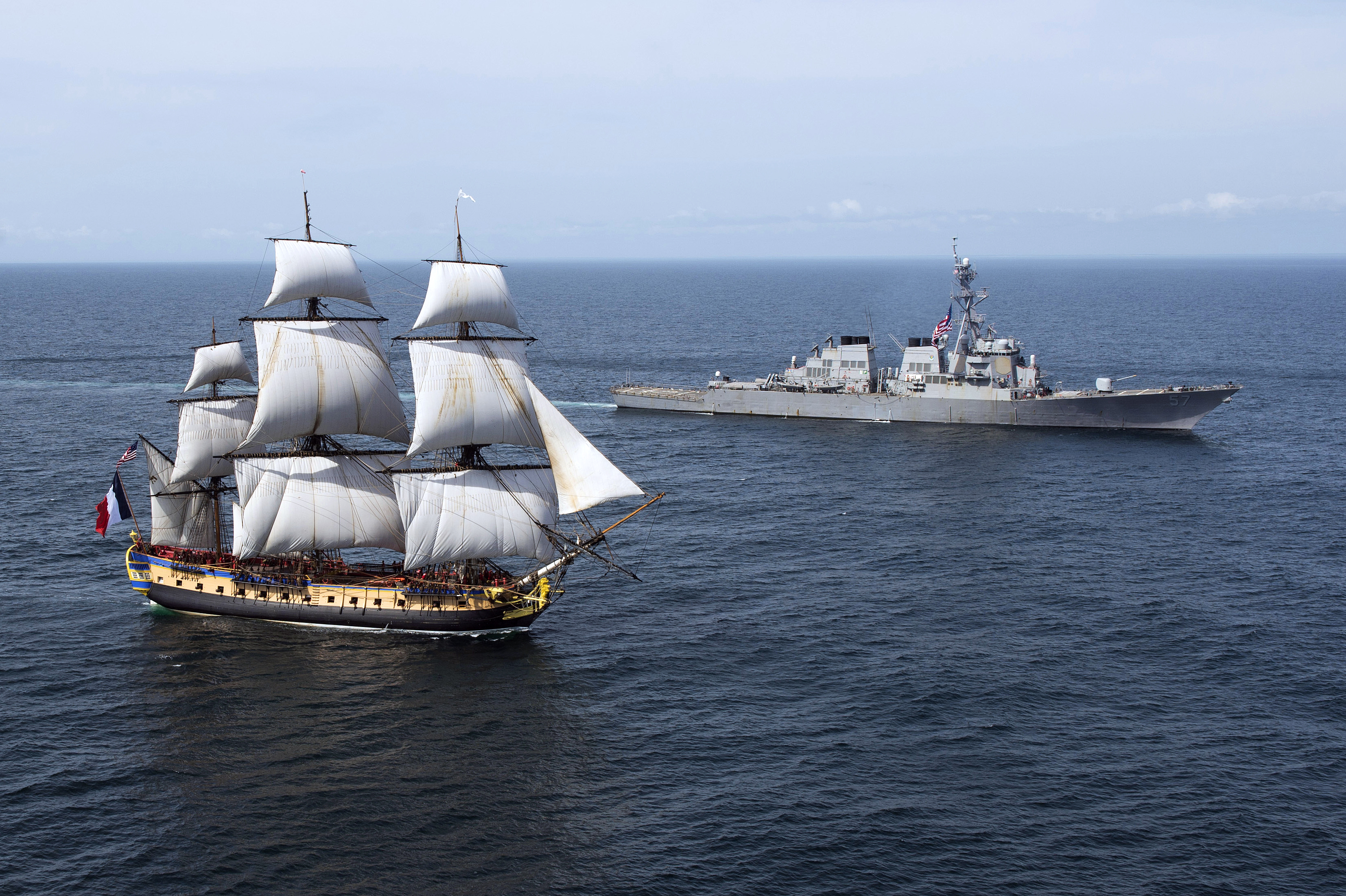
Hermione eskorteras av en amerikansk jagare utanför USA:s ostkust.

Hermione har gjort två längre resor. År 2015 seglade hon till östra USA på en fyra månaders resa, till minne om den franske generalen Gilbert du Motiers resa ombord på Hermione till Amerika 1780 för att erbjuda fransk hjälp till kontinentalarmén i Amerikanska frihetskriget. Hon besökte bland annat Yorktown, där fransk-amerikanska styrkor vann en avgörande seger den 19 oktober 1781 vid belägringen av Yorktown, flera städer längs USA:s ostkust med franska rötter samt New York. Resan avslutades i kanadensiska Lunenburg innan hon återvände till Frankrike.
År 2018 seglade hon fyra månader i Medelhavet med 100 elever från 34 franskspråkiga länder och besökte hamnar i Frankrike Portugal och Nordafrika, bland andra Tanger, Portimão, Sète, Marseille och Toulon. Året efter deltog hon i 75 år-jubileet av landstigningen i Normandie.

## Bilder från bygget

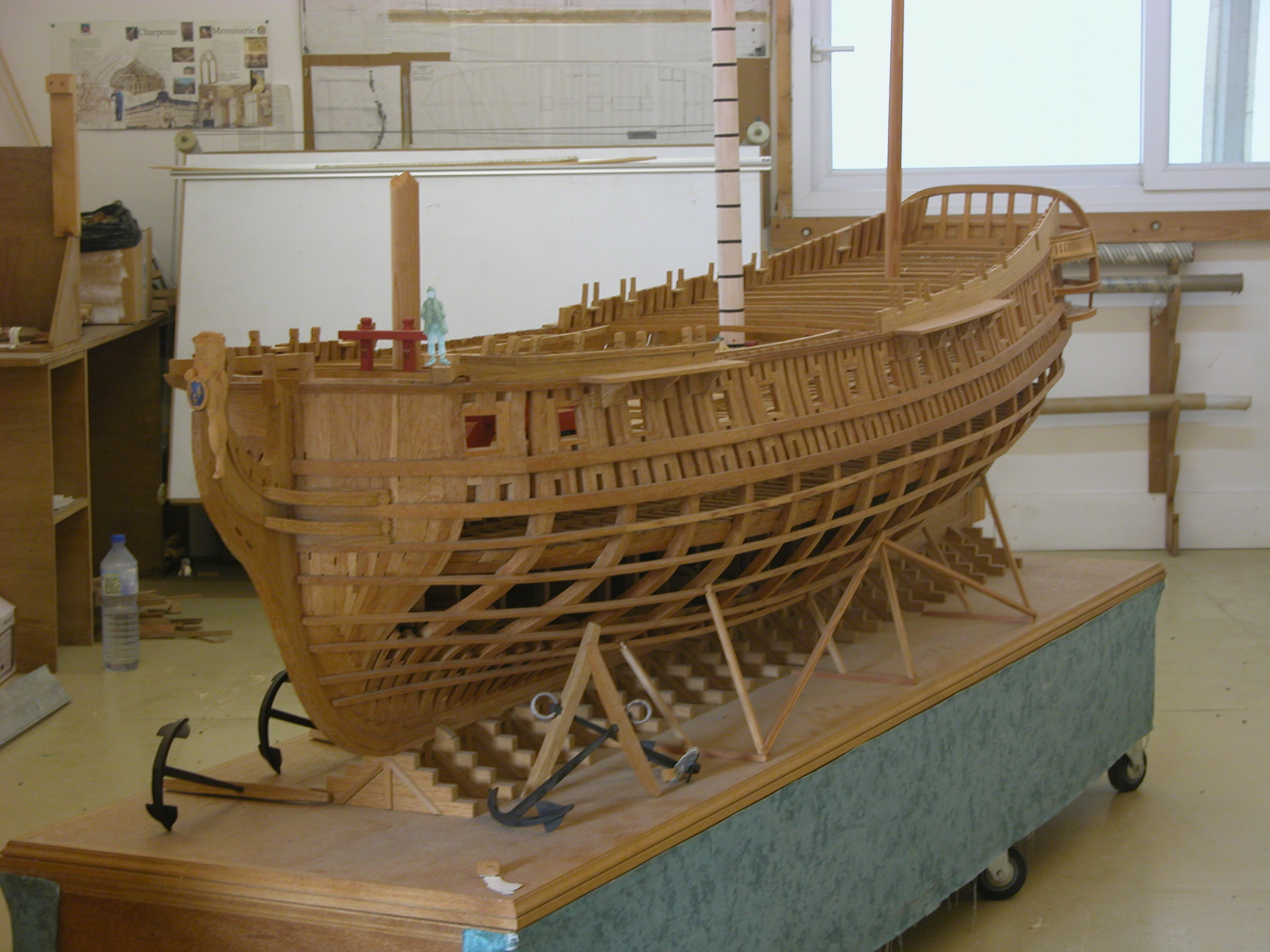
Modell av fartyget.
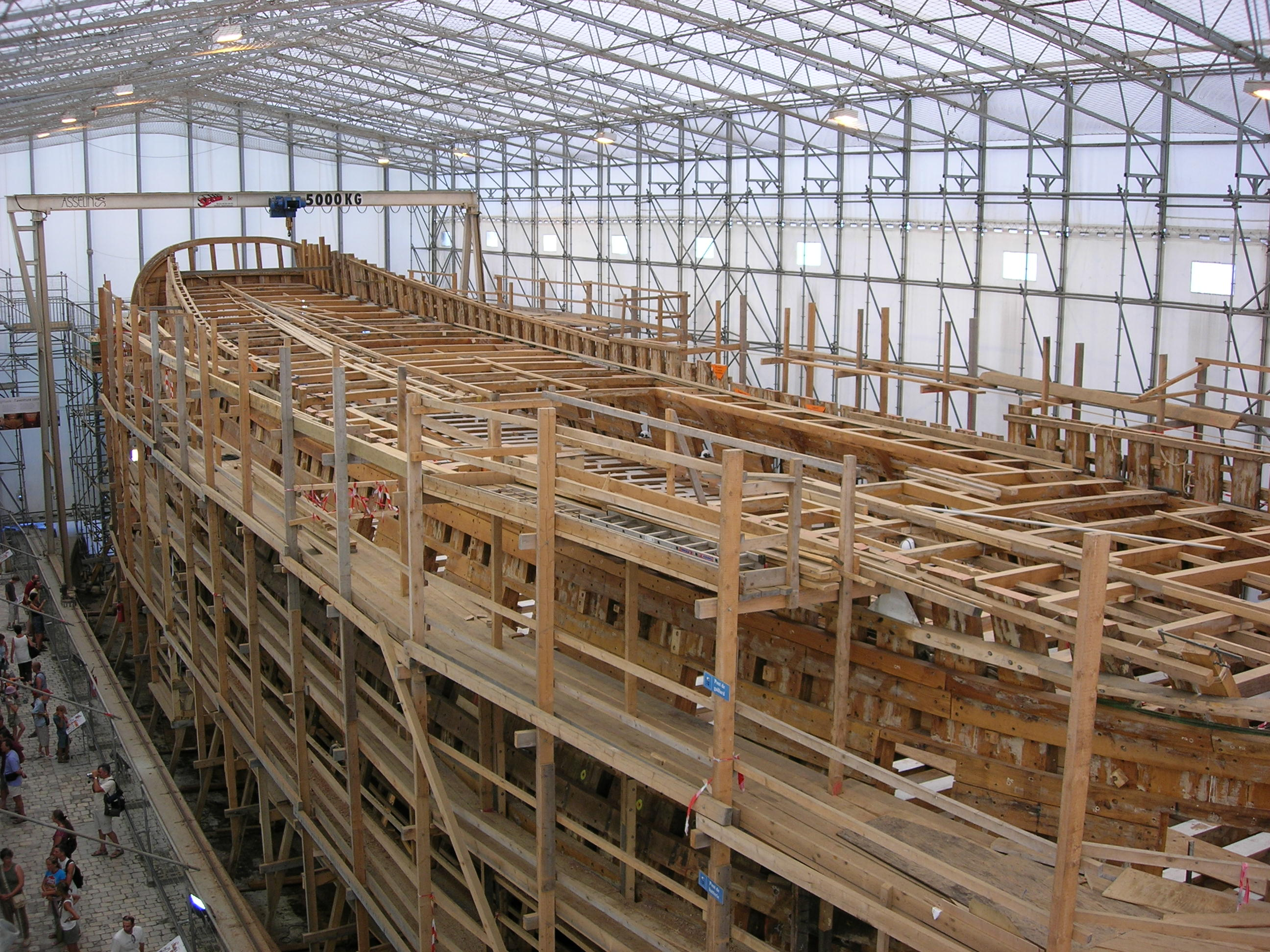
Skrovet 2006.
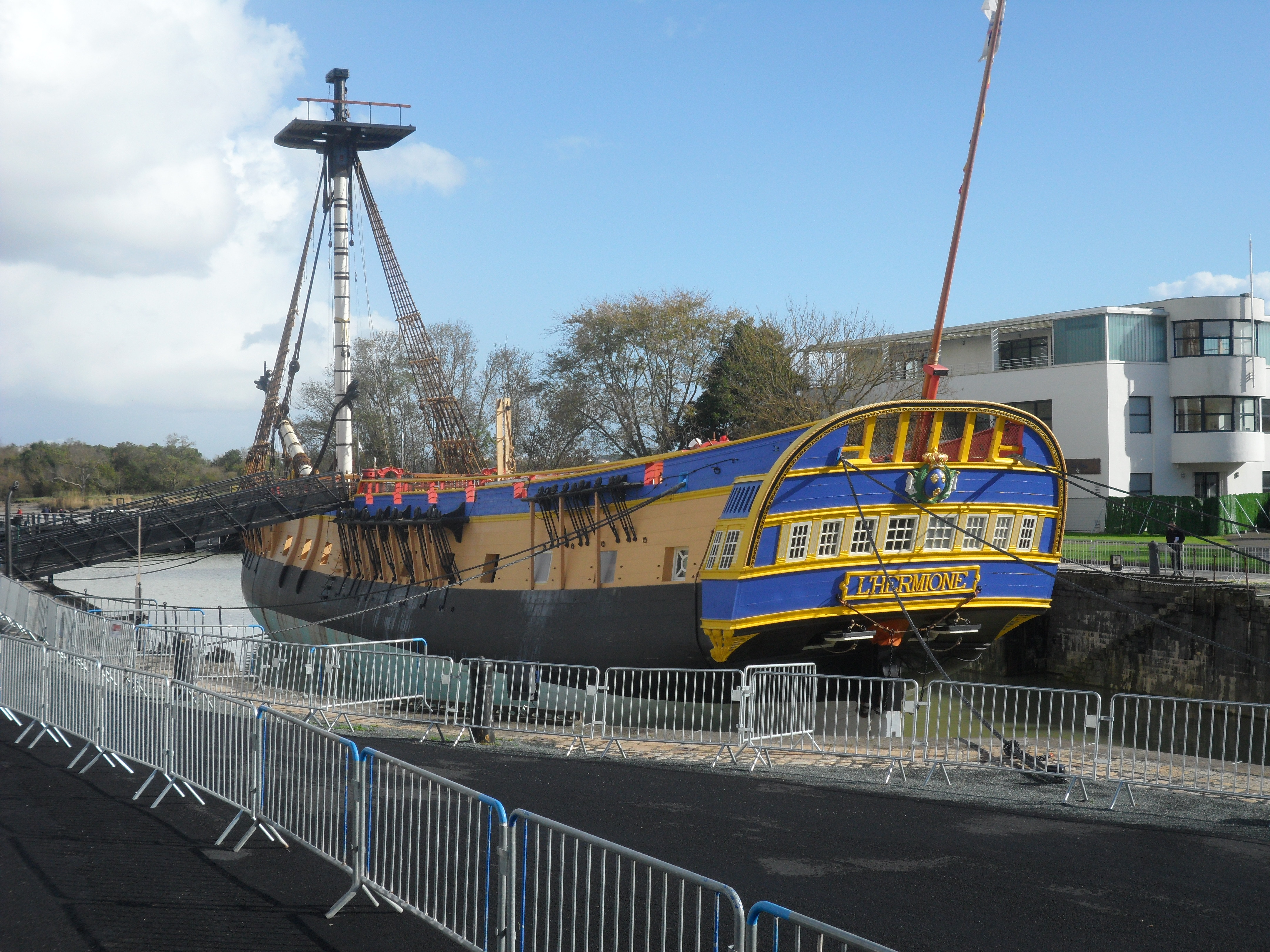
Efter sjösättningen 2012.
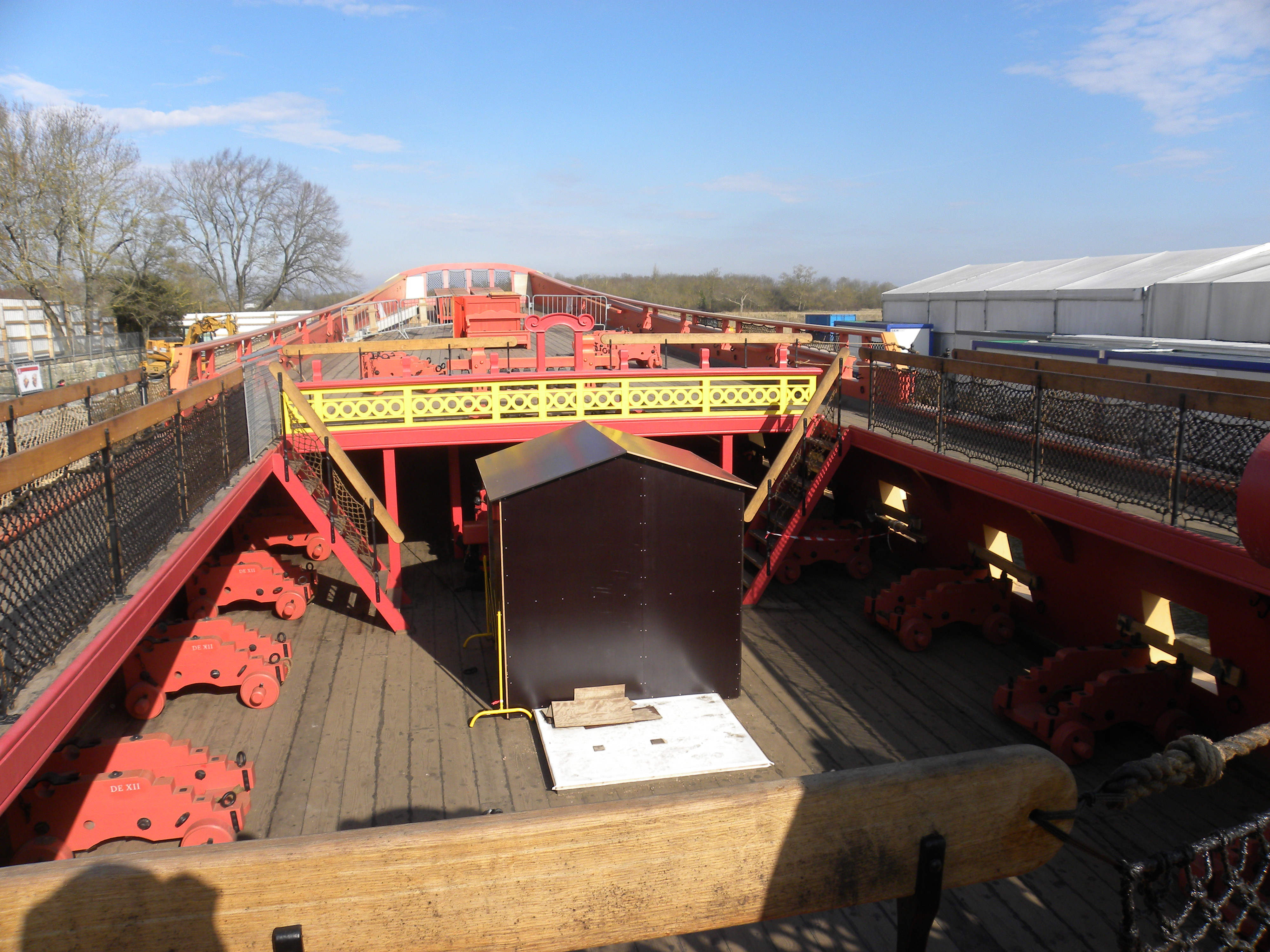
Övre däck med kanoner.